# Кримська волость (Слов'яносербський повіт)
Кримська волость — історична адміністративно-територіальна одиниця Слов'яносербського повіту Катеринославської губернії.
Станом на 1886 рік складалася з 2 поселень, 2 сільських громад. Населення — 5539 осіб (2783 чоловічої статі та 2756 — жіночої), 1010 дворових господарства.
|                    | Площа, десятин | У тому числі орної, дес. |
| ------------------ | -------------- | ------------------------ |
| Сільських громад   | 14450          | 6565                     |
| Казенної власності | 761            | 235                      |
| Іншої власності    | 319            | 160                      |
| Загалом            | 15530          | 6960                     |

Поселення волості:
- Кримське — власницьке село при річці Сіверський Донець за 15 верст від повітового міста, 2968 осіб, 536 дворів, православна церква, школа, арештантський будинок, 6 лавок, винний склад, рейнський погріб, 3 ярмарки на рік.
- Нижнє — власницьке село при річці Сіверський Донець, 2567 осіб, 474 двори, православна церква, школа, арештантський будинок, 7 лавок, 3 ярмарки на рік.